# Âne corse
L’âne corse est une race d’âne originaire de Corse. La race est gérée par l'association A Runcata qui a entrepris sa reconnaissance et sa valorisation en commençant par le recensement des animaux et la définition des standards de la race. La race fait actuellement l'objet d'une démarche pour être officiellement reconnue par les haras nationaux.
Si sa population se situait autour des 20 000 individus jusqu'au développement du transport automobile dans les années 1930, il n'est plus aujourd'hui représenté que par 1 000 à 2 000 équidés. Il est utilisé essentiellement pour la promenade, le transport des bagages de randonneurs ou comme animal de compagnie.
En 2023, il est considéré par l'Institut national de recherche pour l'agriculture, l'alimentation et l'environnement (INRAE) comme une race asine française menacée d'extinction.